# (16933) 1998 FV88
A (16933) 1998 FV88 a Naprendszer kisbolygóövében található aszteroida. A LINEAR projekt keretében fedezték fel 1998. március 24-én.